# 3794 Sthenelos
3794 Sthenelos este un asteroid descoperit pe 12 octombrie 1985 de Carolyn Shoemaker și Eugene Shoemaker.